# Jorge Andrés Martínez Boero
 Der er for få eller ingen kildehenvisninger i denne artikel, hvilket er et problem. Du kan hjælpe ved at angive troværdige kilder til de påstande, som fremføres i artiklen.

Jorge Andrés Martínez Boero (3. juli 1973 i San Carlos de Bolívar – 1. januar 2012 i Mar del Plata) var en motorcykel-racerkører fra Argentina, som døde under første etape af Dakar Rally 2012.
Martínez Boero kørte Dakar Rally første gang i 2011, uden at komme i mål. I sit andet forsøg, i 2012 styrtede han på første etape, og fik hjertestop. Han døde i helikopteren på vej til hospitalet. Martinez Boero blev dermed den 24. kører i historien der omkom i forbindelse med et Dakar Rally.